# Pallacanestro Treviso 1994-1995
Roster Benetton Pallacanestro Treviso 1994/95
| Num. | Naz.                   | Nome              |
| ---- | ---------------------- | ----------------- |
| 4    | Italia (bandiera)      | Paolo Casonato    |
| 5    | Italia (bandiera)      | Andrea Gracis     |
| 6    | Italia (bandiera)      | Massimo Iacopini  |
| 7    | Italia (bandiera)      | Riccardo Pittis   |
| 8    | Stati Uniti (bandiera) | Orlando Woolridge |
| 9    | Italia (bandiera)      | Maurizio Ragazzi  |
| 10   | Macedonia (bandiera)   | Petar Naumoski    |
| 11   | Italia (bandiera)      | Federico Peruzzo  |
| 12   | Italia (bandiera)      | Alberto Vianini   |
| 13   | Italia (bandiera)      | Denis Marconato   |
| 14   | Italia (bandiera)      | Riccardo Esposito |
| 15   | Italia (bandiera)      | Stefano Rusconi   |
| 16   | Stati Uniti (bandiera) | Ken Barlow        |

Allenatore: Mike D'Antoni